# گریمستورپ
گریمستورپ (به سوئدی: Grimstorp) یک منطقه مسکونی است که در بخش نخو شهرستان یونشوپینگ در کشور سوئد واقع شده است. جمعیت گریمستورپ در پایان سال ۲۰۱۰ بالغ بر ۳۴۴ نفر بوده است.